# Hieracium adenocephalum
Hieracium adenocephalum là một loài thực vật có hoa trong họ Cúc. Loài này được (Sch.Bip.) Arv.-Touv. mô tả khoa học đầu tiên năm 1881.